# Leônidas Cristino
José Leônidas de Menezes Cristino (Coreaú, 3 de junho de 1957) é um engenheiro civil e político brasileiro filiado ao Partido Democrático Trabalhista (PDT). Foi ministro-chefe da Secretaria Nacional de Portos.

## Biografia
Era o quinto dos sete filhos de Gerardo Cristino de Meneses (1923-2006) e de Maria Rute Félix de Meneses Cristino (1923-2009). Graduou-se em Engenharia Civil na Unifor em 1982 e dedicou-se à engenharia rodoviária, tendo executado vários projetos e obras no Ceará e em vários estados brasileiros. Casado com a advogada Maria Esther Frota Cristino, com quem tem dois filhos: José Leônidas de Menezes Cristino Filho e Larissa Maria Frota Cristino. É irmão do advogado, professor universitário e ex-prefeito de Coreaú, Francisco Antônio Cristino de Menezes, único irmão que seguiu carreira política. Sua cunhada, Érika Frota Cristino, também foi prefeita de Coreaú.  É primo distante de Ângela Portela, ex-senadora pelo Estado de Roraima.
Ingressou no serviço público em 1989, como Diretor de Operação da prefeitura de Fortaleza, na gestão de Ciro Gomes. Entre 1991 e 1994, foi Secretário dos Transportes, Energia, Comunicações e Obras do Estado do Ceará.
Em 1994 elegeu-se deputado federal com a segunda maior votação do estado do Ceará. Entre 1999 e 2002, foi secretário de obras da prefeitura de Sobral.
Em 2002 foi novamente eleito deputado federal. Exerceu o cargo de vice-líder do Partido Popular Socialista.

### Prefeitura
Em outubro de 2004 foi eleito Prefeito Municipal de Sobral, com 53,41% dos votos válidos. Em 2008, já pelo PSB, reelege-se com 73% dos votos válidos.

### Ministério
Leônidas Cristino renunciou ao mandato de prefeito para assumir o cargo de Ministro-chefe da Secretaria Nacional dos Portos do Brasil da  presidente Dilma Rousseff em 1º de janeiro de 2011 até 3 de outubro de 2013 quando pediu demissão, ao sair do PSB. Em comunicado pela Secretaria de Comunicação Social da Presidência a presidente Dilma Rousseff elogiou a passagem de Leônidas Cristino no governo e lamenta sua saída. 
A nota presidencial argumenta que seu mandato de ministro da Secretaria Nacional dos Portos (Brasil):
| “ | foi fundamental na elaboração e aprovação do histórico Marco Regulatório dos Portos, a mais importante reforma logística do País nos últimos tempos. A presidenta disse ter certeza que Leônidas Cristino seguirá prestando relevantes serviços ao Brasil. | ” |

### Volta à Câmara federal
Em 2014, foi eleito deputado federal pelo PROS. Desta vez, ficou em segundo lugar na cidade de Sobral, sendo ultrapassado por Moses Rodrigues.
Em 17 de abril de 2016, Leônidas Cristino, já filiado ao PDT, votou contra a abertura do processo de impeachment de Dilma Rousseff. Posteriormente, votou contra a PEC do Teto dos Gastos Públicos e contra a Reforma Trabalhista. Em agosto de 2017 votou a favor do processo em que se pedia abertura de investigação do então Presidente Michel Temer.
No processo eleitoral de 2018 foi reconduzido novamente ao mandato de deputado federal, obtendo votação de 102 417. 
Nas eleições de 2022, buscou a reeleição como deputado federal. No entanto, obteve 74.866 votos e ficou como primeiro suplente do Partido Democrático Trabalhista.￼ Porém, com a nomeação do titular trabalhista, Robério Monteiro, para a Secretaria de Recursos Hídricos do estado do Ceará, regressou à Câmara dos Deputados.